# Nance
Nance är en kommun i departementet Jura i regionen Bourgogne-Franche-Comté i östra Frankrike. Kommunen ligger i kantonen Bletterans som tillhör arrondissementet Lons-le-Saunier. År 2022 hade Nance 538 invånare.

## Befolkningsutveckling
Antalet invånare i kommunen Nance
Referens:INSEE